# Arboreto de Amance
El Arboreto de Amance (francés: Arboretum d'Amance anteriormente conocido con los nombres de Arboretum de la Voivre, Arboretum du Fays, y Arboretum de L'École Nationale des Eaux et des Forêts), es un arboreto de 9 hectáreas de extensión, que se encuentra en Champenoux, Francia.
Está administrado por el Centro INRA de Nancy, una rama del "Institut National de la Recherche Agronomique" (INRA).

## Localización
Arboretum d'Amance 13 bis, rue PP Demoyen 54280 Champenoux, Département du Meurthe-et-Moselle, Lorraine, France-Francia.
Planos y vistas satelitales.48°45′4.68″N 6°20′9.6″E / 48.7513000, 6.336000
Está abierto al público los sábados de los meses cálidos del año y se cobra una tarifa de visita.

## Historia
El arboreto fue creado en 1900 con dos objetivos: como una facilidad de investigación para los estudiantes en la escuela de  silvicultura, y para estudiar la aclimatación de las especies exóticas en la región de Lorraine.
Tuvo diversos nombres antes de recibir su nombre actual en 1964 año en el que se ligó a la escuela de silvicultura del INRA.
A partir de 1900 A 1901 unas 1200 plantas fueron cultivadas en 74 diagramas, organizados geográficamente, que representaron 230 especies (98 coníferas, 132 de hojas caducas).
El arboreto sufrió graves daños durante la Primera Guerra Mundial pero fue restaurado entre 1923 y 1925, para volver a recibir  daños aún mayores posteriormente durante la Segunda Guerra Mundial cuando los alemanes acamparon en su límite y almacenaron la munición en el interior del mismo arboreto, la cual fue destruida en consecuencia por las fuerzas americanas.
El arboreto fue restaurado otra vez a partir de 1960 a 1967, y agrandado en unas 3 hectáreas más.
Recibió un daño moderado en una fuerte tormenta en diciembre de 1999 pero posteriormente se ha restaurado.

## Colecciones
Actualmente el arboreto alberga más de 405 variedades de árboles  representando 88 especies; a pesar de la historia del arboreto llena de grandes dificultades de supervivencia de las especies cultivadas, aún permanecen numerosos especímenes maduros de las primeras plantaciones.
Se organiza en cuatro grandes secciones:
- Eurasia Occidental y Norte de África - Abies alba, Abies bornmuelleriana, Abies nordmanniana, Alnus cordata, Alnus subcordata, Betula pendula, Cedrus atlantica, Larix decidua, Parrotia persica, Picea orientalis, Picea omorica, Pinus nigra, Prunus avium, Pterocarya fraxinifolia, Quercus frainetto, Sorbus domestica, etc.

- Eurasia Oriental (Siberia, Corea, China, Japón) - Abies koreana, Acer japonicum, Betula maximowicziana, Chamaecyparis pisifera, Cryptomeria japonica, Ginkgo biloba, Larix kaempferi, Metasequoia glyptostroboides, Pinus griffithii, Sciadopitys verticillata, Thujopsis dolobrata, etc.

- Región del Atlántico de Norteamérica - Acer saccharum, Betula lenta, Carya ovata, Cornus, Hamamelis, Juglans cinerea, Liquidambar styraciflua, Liriodendron tulipifera, Nyssa sylvatica, Pinus strobus, Quercus palustris, Quercus phellos, Quercus rubra, Quercus velutina, Taxodium distichum, etc.

- Región del Pacífico de Norteamérica - Abies grandis, Abies procera, Acer macrophyllum, Alnus rubra, Chamaecyparis lawsoniana, Chamaecyparis nootkatensis, Libocedrus decurrens, Pinus ponderosa, Populus trichocarpa, Pseudotsuga menziesii, Sequoiadendron giganteum, Thuja plicata, etc.